# Kellogg (Minnesota)
Kellogg – miasto w Stanach Zjednoczonych, w stanie Minnesota, w hrabstwie Wabasha.